# Dans la poussière du soleil
Pour plus de détails, voir Fiche technique et Distribution.
Dans la poussière du soleil (italien : Il sole nella polvere) est un western spaghetti italo-français réalisé par Richard Balducci et sorti en 1972.
L'intrigue est librement adaptée de la tragédie Hamlet de William Shakespeare.

## Synopsis
Dans la petite ville poussiéreuse de San Angelo, aux confins du Mexique et du Texas, le propriétaire terrien Joe Bradford torture à mort son frère et épouse de force sa femme Gertie. Le fils de cette dernière, Hawk, un garçon d'apparence simple et légèrement autiste, ne trouve pas cela normal et décide de remettre les pendules à l'heure. En réalité, Joe n'en voulait qu'au ranch de son frère ; c'est ce qu'apprend Hawk, après qui toutes les filles du coin courent, surtout Maria, la fille du shérif, qui fait du nudisme en sa présence lors d'une promenade à cheval. Hawk n'en a cure et la ramène en amazone sur son cheval alors qu'elle est toujours en tenue d'Ève. Le shérif indigné confronte Hawk, qui dégaine son révolver et l'abat. Le frère de Maria, un pistolero, entre alors dans la danse et s'en prend au couple désormais amoureux, dont les familles s'affrontent dans un combat final impitoyable.

## Fiche technique
- Titre original : Dans la poussière du soleil ou Erotico West ou Il y a quelque chose de pourri au royaume des tueurs[1]
- Titre italien : Il sole nella polvere
- Réalisation : Richard Balducci
- Scénario :	Richard Balducci, Félix Fernández
- Photographie :	Tadasu Guy Suzuki
- Montage : Lilyane Fattori
- Musique : Francis Lai
- Décors : Santiago Ontañón
- Production : Vashdev Chandi-Ramani, Marie-Reine Kergal
- Sociétés de production : Univers Galaxie Films, Kerfrance Productions, IMF Pictures
- Pays de production :  France -  Italie[1],[note 1]
- Langue originale : français
- Format : couleur par Eastmancolor - 2,35:1 - Son mono - 35 mm
- Durée : 80 minutes
- Genre : western spaghetti
- Dates de sortie :
  - Belgique : 9 juin 1972 (Anvers)
  - France : 29 mars 1973

## Distribution
- Maria Schell : Gertie Bradford
- Daniel Beretta : Hawk Bradford
- Robert Cunningham : Joe Bradford
- Karin Meier : Maria Edwards
- José Calvo (sous le nom de « Pépé Calvo ») : le grand Goldoni
- Colin Drake : Sheriff Edwards
- Perla Cristal : la tenancière du saloon
- Manuel Otero : Ken
- Lorenzo Robledo : Swann
- Pilar Vela : Madame Goldoni
- Ángel del Pozo (it) : le prêtre
- Fernando Bilbao : Flops

## Production
La chanson Sur notre étoile est interprétée par Francis Lai.
Le tournage a débuté le 22 juin 1970 à Almería et dans ses environs.

## Accueil critique
Le film a été peu remarqué par la critique ; certaines scènes, comme la séquence d'ouverture, ont été louées, mais le film dans son ensemble a été jugé plutôt médiocre.